# 阿沛·央金白姆
阿沛·央金白姆（藏語：ང་ཕོད་དབྱངས་ཅན་དཔལ་མོ།，威利转写：nga phod dbyangs can dpal mo，1948年—）女，藏族，西藏拉萨人，西藏自治区政协常委。阿沛·阿旺晋美的第六女。

## 生平
阿沛·央金白姆1948年生于拉萨。她回忆小时候的往事称，“有一年藏历新年，家里的保姆带着我们去转经，从原来居住的拉萨城关区到现在大昭寺西南的鲁古一带，那里是乞丐和贫民居住的地方。路上，我看到人和狗在抢夺别人丢弃的腐烂的骨头、肉和糌粑之类的东西。”“1958年的时候，妈妈带着我去山南朝佛。我们几个小孩在寺庙二楼的阳台上玩耍，看到外面的大院里，挤满了上千个衣衫褴褛的穷人，蹲在那里，等着僧人给他们发放寺庙里不要的供品。”“僧人一出来，大家就蜂涌而上，争着、抢着，小孩则哭着、闹着，这种场面实在是触目惊心。”
她说中国人民解放军在她小时候救过她的命：“1951年西藏和平解放到1959年民主改革的几年中，我患了三四次急病，要是在旧西藏，我的命肯定保不住。”
1959年拉萨骚乱前夕，11岁的央金白姆正就读于拉萨第二小学。因在文艺方面表现突出，她被选中赴北京参加全国少先队文艺汇演。央金白姆和同学们认真排练，希望早日赴北京表演。但随着汇演日期临近，拉萨的形势正在逐渐紧张，最后进京表演被迫取消。央金白姆和同学们很伤心。
央金白姆逐渐长大，后来先后成为工人、干部。1993年时，她正在拉萨藏医院工作，负责处理中国内地病人的来信。2000年代末，正在担任西藏自治区政协常委。

## 家庭
- 父：阿沛·阿旺晋美